# Sabatieria celtica
Sabatieria celtica är en rundmaskart som beskrevs av Rowland Southern 1914. Sabatieria celtica ingår i släktet Sabatieria och familjen Comesomatidae. Arten är reproducerande i Sverige. Inga underarter finns listade i Catalogue of Life.